# Steinbach am Wald
Steinbach am Wald (eller: Steinbach a.Wald) er en kommune i Landkreis Kronach i Regierungsbezirk Oberfranken i den tyske delstat Bayern.

## Geografi
Rekreationsbyen Steinbach ligger ved den gamle grænsevej Rennsteig og i Naturpark Frankenwald i en højde af omkring 625 m. Mellem byen og bydelen ved banegården ligger vandskellet mellem Rhinen og Elben; stedet er markeret med en sten og en informationstavle.

### Inddeling
I byen ligger ud over Steinbach am Wald, landsbyerne Aumühle, Berghof, Buchbach, Hirschfeld, Kehlbach, Kohlmühle, Steinbachermühle og Windheim.